# Płątkowo (Poméranie-Occidentale)
Pour les articles homonymes, voir Płątkowo.
Płątkowo est une localité polonaise de la gmina mixte de Chociwel située dans le powiat de Stargard en voïvodie de Poméranie-Occidentale. Elle se trouve à environ 26 km au nord-est de Stargard et 51 km à l'est de la capitale régionale Szczecin.

## Géographie

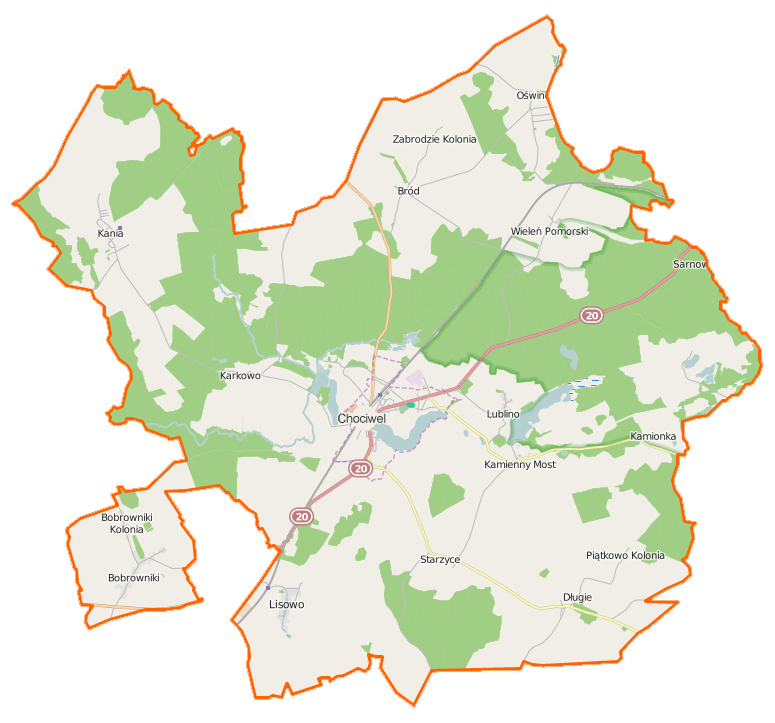
Carte de la gmina de Chociwel.